# Añués
Añués es un despoblado navarro-aragonés actualmente situado en la frontera entre Sangüesa (Navarra) y Sos del Rey Católico (Zaragoza),  en la Valdonsella, al pie de la Sierra de Peña, a 530 metros de altitud, muy cerca del bosque conocido como "El Chaparral" que recorre ambos lados de la muga que separa Aragón de Navarra.
Ocupa una extensión de 531 Ha de tierras de cultivo y otras 1000 Ha del monte "El Chaparral".

## Historia
Se ubica en una «zona profundamente romanizada, muy próxima a importantes asentamientos romanos», cerca de la calzada romana que desde Cesaraugusta llegaba a Pompaelo.
Vinculada al monasterio de Leyre durante muchos siglos, estuvo a caballo entre el Reino de Pamplona y el Reino de Aragón. En escritos antiguos aparece denominada con los nombres de Anuissem (880) y Aniosso (1305). 
Según la documentación existente ya estaba despoblada en el siglo XVII. Con la desamortización las tierras pasan a diversas manos hasta que en 1887 un vecino de Ujué, Ángel Bonafonte Lafita compra la hacienda que a su muerte, en 1943, se reparte entre sus hijos.
Los únicos restos que quedan el la actualidad son los del denominado Castillo de Añués.